# Carlos Tobalina
Carlos Tobalina (Castro-Urdiales, 2 agosto 1985) è un pesista spagnolo.

## Palmarès
| Anno | Manifestazione          | Sede           | Evento         | Risultato | Misura  | Note |
| ---- | ----------------------- | -------------- | -------------- | --------- | ------- | ---- |
| 2014 | Europei                 | Zurigo         | Getto del peso | 9º        | 20,04 m |      |
| 2015 | Europei indoor          | Praga          | Getto del peso | 17º (q)   | 19,18 m |      |
| 2016 | Mondiali indoor         | Portland       | Getto del peso | 10º       | 19,86 m |      |
| 2016 | Europei                 | Amsterdam      | Getto del peso | 10º       | 19,85 m |      |
| 2016 | Giochi olimpici         | Rio de Janeiro | Getto del peso | 17º (q)   | 19,98 m |      |
| 2017 | Europei indoor          | Belgrado       | Getto del peso | 13º (q)   | 19,83 m |      |
| 2017 | Mondiali                | Londra         | Getto del peso | 22º (q)   | 19,87 m |      |
| 2018 | Giochi del Mediterraneo | Tarragona      | Getto del peso | 8º        | 19,28 m |      |
| 2018 | Europei                 | Berlino        | Getto del peso | 18º (q)   | 19,41 m |      |
| 2019 | Europei indoor          | Glasgow        | Getto del peso | 18º (q)   | 19,06 m |      |
| 2022 | Mondiali                | Eugene         | Getto del peso | 24º (q)   | 19,70 m |      |
| 2022 | Europei                 | Monaco         | Getto del peso | 16º (q)   | 19,58 m |      |

## Altre competizioni internazionali
2014
- 14º in Coppa Europa invernale di lanci ( Leiria), getto del peso - 18,72 m

2015
- Bronzo in Coppa Europa invernale di lanci ( Leiria), getto del peso - 20,04 m

2017
- Argento in Coppa Europa invernale di lanci ( Las Palmas), getto del peso - 20,57 m